# Ferenc Németh (Skilangläufer)
Ferenc Németh (* 26. September 1894 in Budapest; † August 1977) war ein ungarischer Skilangläufer.
Németh belegte bei den Olympischen Winterspielen 1924 in Chamonix den 20. Platz über 50 km. Bei den Olympischen Winterspielen vier Jahre später in St. Moritz nahm er am 18-km-Lauf teil, den er aber vorzeitig beendete. Zudem war er in Ungarn Gründungsmitglied des Tourismusverbandes Újpest und arbeitete von 1909 bis zu seiner Pensionierung im Jahre 1963 bei Tungsram.